# Gillichthys
Gillichthys  é um género de peixe da família Gobiidae e da ordem Perciformes. O nome foi dado em honra de Theodore Nicholas Gill.

## Morfologia
- Corpo moderadamente alargado e comprimido.
- Cabeça grande (> 25% do comprimento total), ampla e deprimida.
- Olhos pequenos e muito separados.
- Mandíbulas muito largas (a superior estende-se até à abertura branquial).
- 4-5 fileiras de dentes pequenos e cónicos em cada mandíbula.
- A primeira barbatana dorsal é baixa e arredondada.
- Barbatana anal com base curta. A caudal arredondada. A peitoral ampla e arredondada.
- As barbatanas pélvicas formam um disco.
- Escamas pequenas (80-100 fileiras ao longo do costado), incrustadas, lisas nos adultos.

## Distribuição geográfica
É encontrado nas costas da Baixa Califórnia e Sul da Califórnia.

## Espécies
- Gillichthys mirabilis (Cooper, 1864)
- Gillichthys seta (Ginsburg, 1938)[4][5][6][7][8][9]